# 남송
남송(南宋, 1127년 ~ 1279년)은 중국의 왕조이다. 조광윤이 건국한 북송이 여진족의 금나라에게 1126년 멸망당하고 그 황제가 사로잡힌 정강의 변을 겪으면서, 종실 강왕(康王) 조구(훗날의 고종)가 남쪽으로 옮겨 장강 이남의 땅 임안로 천도하여 부흥한 정권을 가리켜 남송이라고 부른다.

## 역사
1126년 북송의 수도 개봉부가 금나라군에 함락되어 북송의 휘종·흠종 두 황제 금나라에 의해 개봉부에서 북쪽으로 잡혀가는 정강의 변이 일어나 북송이 멸망한 후, 흠종의 동생 강왕 조구는 남쪽으로 도망쳐 1127년 강녕부(江寧府)에서 등극하여(송 고종)이 되어 송나라를 재흥했다. 처음엔 악비·한세충 등의 활약으로 인해 금나라에게 강력하게 저항했으나, 진회가 재상으로 취임하면서 주전론(主戰論)을 누르고 금나라와 화평을 맺었다.
화평 후 진회는 완전히 권력을 장악하고 이때까지 악비 등의 군벌들의 손에 장악당한 군의 지휘권을 조정으로 되돌렸다. 또 한편으로는 주전론자들을 탄압하여 악비는 살해되고 한세충은 은거를 하였다. 

### 효종의 치세
진회의 사후 금나라의 제4대 황제인 해릉왕이 침공을 개시했다. 금나라군은 대군이었으나, 해릉왕은 권력 확립을 위해 수많은 사람을 살해하였기 때문에 금나라의 황족 중 한 사람인 완안옹이 해릉왕에 대해 반란을 일으켰다. 금나라의 유력자들은 속속 완안옹의 곁으로 모이게 되었고, 해릉왕은 군중에서 살해되었다. 완안옹은 황제가 되어(세종(世宗) 송나라와 화평을 맺었다. 같은해 고종은 퇴위하여 태상황이 되었고, 양자인 조신(趙昚)이 즉위하였다(송 효종).
금의 세종, 남송의 효종은 각자가 속한 왕조에서 가장 최고의 명군으로 불렸던 인물들이었는데, 우연하게도 동시대에 2명의 명군이 남쪽과 북쪽에 나타나게 되어 평화가 찾아오게 되었다.
효종은 불필요한 관리의 숫자를 줄이고, 당시 남발기미가 보이던 회자(會子;지폐)의 절제 및 농촌의 체력회복, 강남경제의 활성화 등 여러 가지 개혁을 추진해 남송은 번영을 구가하게 되었다.

### 한탁주 시대
효종이 1189년 퇴위하여 상황이 되고, 조돈(趙惇)이 즉위하여 광종(光宗)이 되었다. 광종은 아버지와는 다르게 우둔하였기에 황후 이씨의 말밖에는 듣지않았다. 황제에 불만을 품은 종실 재상 조여우(趙汝愚)와 한탁주(韓侂胄) 등에 의해 광종은 퇴위당했다. 한탁주는 이 공적으로 권력의 자리에 가까이 다가가게 될 것이라 생각했지만, 한탁주의 인격을 좋아하지 않은 조여우 등은 한탁주를 멀리했다.
이것에 원한을 품은 한탁주는 조여우 등을 몰아내기 위한 운동을 시작해 1195년(경원 원년) 조여우는 재상직에서 물러났고, 경원 3년에는 조여우편에 섰던 주필대(周必大), 유정(留正), 왕난(王藺), 주자(朱子), 팽귀년(彭龜年) 등 59명이 금고(禁錮)에 처해졌다. 그 이듬해에는 주자의 성리학(性理學;당시 도학(道學)이라고 불렸다) 역시 위학이라고하여 탄압받는 지경에 이르렀다.(경원위학의 금(慶元僞學之禁)) 이와 같은 일련의 사건을 경원의 당금(慶元之黨禁)이라 불렀다.
한탁주는 그 후 10년 동안 권력을 유지했으나, 뒤를 보호해주던 황후와 황태후가 차례로 붕어하자, 권력이 서서히 줄어들게 되었다. 이때 금나라가 북쪽의 타타르 등의 침입에 괴로워하는 모습을 보고 금나라는 약체화되었다고 본 한탁주는 남송의 비원인 금나라 타도를 성공시킨다면 권력을 확고부동할 수 있을거라 생각하고 개희북벌을 감행했으나 실패했다. 실제 금나라는 곤란한 상황이었으나, 그 이상으로 남송군의 약체화가 현저하였던 것이다.
1207년 금나라는 조기 화평을 희망하고 한탁주의 머리를 요구하자, 이것을 들은 예부시랑(禮部侍郞) 사미원에 의해 한탁주는 살해되고 그의 머리는 소금에 절여져 금나라로 보내지는 것으로 금나라와 화의를 맺었다. 그리고 한탁주을 살해한 사미원이 이번에 권력을 장악하고 그 후 26년 동안 재상의 지위를 차지했다.

### 금나라의 멸망
이 때 북쪽의 몽골고원에서는 몽골 제국이 급속도로 세력을 확대하였다. 사미원이 사망한 1233년 몽골 제국이 금나라의 수도 개봉부를 함락시키자, 몽골군은 송나라군과 협력하여 남쪽으로 도망친 금나라 최후의 황제 애종을 자결로 몰고 갔고, 1234년 2월 금나라는 멸망하였다.

### 몽골과의 전쟁, 멸망
이 후 몽골은 일시 북쪽으로 물러나고, 이후 1234년 6월 송나라군이 북상하여 낙양과 개봉을 손에 넣었다(단평의 입락), 그러나 이것은 몽골과의 조약위반이었다. 결국 1235년 2월 쿠릴타이에서 남송에 대한 침공이 결정되었으며, 몽골과 남송 간의 전쟁이 시작되었다. 이 전쟁은 1235년부터 남송이 멸망하는 1279년까지 44년이라는 장구한 시간 동안 이어졌다. 한편, 몽골 제국은 이 기간 동안 서요·호라즘 제국, 노브고로드 공국을 제외한 당시 루스에 있던 공국들(ex 키예프 루스), 당시 세계적인 도시로 주목받던 바그다드가 있던 아바스 왕조를 정복하였으며, 폴란드와 헝가리까지 진출하였다.

#### 1차 침공
처음에는 몽골이 연전연승을 거듭하였다. 1235년 10월 성도가 몽골군에게 함락당했고, 다음해(1236년) 3월엔 양양성이, 1237년에는 황주까지 몽골군이 진출하였다. 그러나 남송의 명장인 맹공(孟珙)이 반격을 가하여 양양성·기주성(蘄州城) 등을 탈환하고, 사천에서 몽골군을 막았다. 그리고 1241년 오고타이 칸이 사망하자, 몽골과 송나라 사이의 전쟁은 잠시 멈춘다.

#### 2차 침공
이후 1253년 운남 지역에 있던 대리국을 점령한 몽골 제국은 1258년 몽케 칸이 다시 남송을 침공하였다. 몽케 칸은 동생인 쿠빌라이 칸을 시켜 호남 방면을 침공하게 하였고, 자신은 성도를 점령한 후, 오늘날의 중경시에 있었던 조어성을 포위하여 조어성 전투가 시작했다. 하지만 맹공의 부관인 왕견이 5개월 동안 버텼고, 몽케 칸이 전염병으로 병사함으로써 전쟁이 또 잠시 멈추었다.
한편 쿠빌라이 칸이 공격한 무창에 원군으로 온 가사도는 쿠빌라이와 밀약을 맺어서 쿠빌라이를 퇴각시켰다. 이후 몽골을 격퇴한 영웅으로써 환영받게 된 가사도는 그 인기에 힘입어 재상이 되어, 전권을 임명받았다. 가사도는 교묘한 정치수완을 발휘하고 공전법 등 농정 개혁에 힘쓰는 한편 인기를 얻는 것도 잊지 않아, 그 후 15년에 걸쳐 남송 정권을 장악하였다.

#### 3차 침공
1276년 몽골의 장군 바얀에 의해 결국 남송의 수도인 임안이 점령되면서 송나라는 사실상 멸망하였다. 그 시기 남송의 장세걸·육수부 등 일부 군인과 관료는 어린 황자를 데리고 나와 황제로 옹립하고, 남쪽으로 도망쳐 철저 항전을 계속하였다. 1279년 그들은 광주만의 애산(厓山)에서 원나라(몽골 제국의 후신)군에게 격멸되었고, 이것으로 인해 송나라는 완전히 멸망하였다(애산 전투). 원나라의 통치 아래에서 송나라의 유민으로써 살아남기를 계속한 자들도 있어 《문장궤범(文章軌範)》을 편찬한 사방득(謝枋得), 《십팔사략》을 저술한 증선지(曾先之), 《자치통감음주》(자치통감의 주석서)를 저술한 호삼성 등이 있다.

## 문화
국제교역 및 농지개량 등에 의하여 고도의 문화를 축적하여, 화중의 개발에 중요한 역할을 담당하였다. 절강성 용천애산의 청자 및 복건성 건양 건요(建窯)의 천목다완이 만들어진 시기이기도 하다. 또 일본과의 사이에서 일·송 교역이 왕성하여, 선종도 이때 중국에서 일본으로 전해지는 등 일본에 많은 영향을 미쳤다.

## 역대 황제
| 어진 | 대수  | 묘호             | 시호                                                                            | 성명        | 연호 | 재위기간        | 능묘                |
| ---- | ----- | ---------------- | ------------------------------------------------------------------------------- | ----------- | --- | --------------- | ------------------- |
|      | 제1대 | 송 고종 (宋高宗) | 수명중흥전공 지덕성신무문 소인헌효황제 (受命中興全功 至德聖神武文 昭仁憲孝皇帝) | 조구 (趙構) | 건염(建炎) 1127년 ~ 1130년 소흥(紹興) 1131년 ~ 1162년 | 1127년 ~ 1162년 | 영사릉 (永思陵)     |
|      | 제2대 | 송 효종 (宋孝宗) | 소통동도관덕 소공철문신무 명성성효황제 (紹統同道冠德 昭功哲文神武 明聖成孝皇帝) | 조선 (趙昚) | 융흥(隆興) 1163년 ~ 1164년 건도(乾道) 1165년 ~ 1173년 순희(淳熙) 1174년 ~ 1189년 | 1162년 ~ 1189년 | 영부릉 (永阜陵)     |
|      | 제3대 | 송 광종 (宋光宗) | 순도헌인명공 무덕온문순무 성철자효황제 (循道憲仁明功 茂德溫文順武 聖哲慈孝皇帝) | 조돈 (趙惇) | 소희(紹熙) 1190년 ~ 1194년 | 1189년 ~ 1194년 | 영숭릉 (永崇陵)     |
|      | 제4대 | 송 영종 (宋寧宗) | 법천비도순덕 무공인문철무 성예공효황제 (法天備道純德 茂功仁文哲武 聖睿恭孝皇帝) | 조확 (趙擴) | 경원(慶元) 1195년 ~ 1201년 가태(嘉泰) 1201년 ~ 1205년 개희(開禧) 1205년 ~ 1208년 가정(嘉定) 1208년 ~ 1225년 | 1194년 ~ 1224년 | 영무릉 (永茂陵)     |
|      | 제5대 | 송 이종 (宋理宗) | 건도비덕대공 부흥열문인무 성명안효황제 (建道備德大功 復興烈文仁武 聖明安孝皇帝) | 조윤 (趙昀) | 보경(寶慶) 1225년 ~ 1227년 소정(紹定) 1228년 ~ 1233년 단평(端平) 1234년 ~ 1236년 가희(嘉熙) 1237년 ~ 1240년 순우(淳祐) 1241년 ~ 1252년 보우(寶祐) 1253년 ~ 1258년 개경(開慶) 1259년 경정(景定) 1260년 ~ 1264년 | 1224년 ~ 1264년 | 영목릉 (永穆陵)     |
|      | 제6대 | 송 도종 (宋度宗) | 단문명무 경효황제 (端文明武 景孝皇帝)                                           | 조기 (趙禥) | 함순(咸淳) 1265년 ~ 1274년 | 1264년 ~ 1274년 | 영소릉 (永紹陵)     |
|      | 제7대 | ―                | 효공의성황제 (孝恭懿聖皇帝) (공황제(恭皇帝)) (영국공(瀛國公))                   | 조현 (趙顯) | 덕우(德祐) 1275년 ~ 1276년 | 1274년 ~ 1276년 | 영국공묘 (瀛國公墓) |
|      | 제8대 | 송 단종 (宋端宗) | 유문소무 민효황제 (裕文昭武 愍孝皇帝) (상황제(殤皇帝))                          | 조시 (趙昰) | 경염(景炎) 1276년 ~ 1278년 | 1276년 ~ 1278년 | 영복릉 (永福陵)     |
|      | 제9대 | ―                | 소황제 (少皇帝) (유주(幼主)) (위왕(衛王))                                       | 조병 (趙昺) | 상흥(祥興) 1278년 ~ 1279년 | 1278년 ~ 1279년 | 소제릉 (少帝陵)     |